# Klotz am Bein
Klotz am Bein ist eine deutsche Filmkomödie der DEFA von Frank Vogel aus dem Jahr 1958.

## Handlung
Durch Arbeitermangel hat sich der Aufbau von fünf Häusern einer Arbeiterwohnungsbaugenossenschaft verzögert. Es ist Winter und absehbar, dass die Häuser spätestens im Herbst fertiggestellt sein werden. Dies dauert dem jungen Elektriker Gustav jedoch zu lang. Er ist frustriert und will endlich in seinen eigenen vier Wänden leben. Bisher wohnt er mit seiner Frau Christl, einer Verkäuferin, bei seinen Schwiegereltern zur Untermiete. Eines Tages erhält er Besuch von seiner Tante Minne, die ihm mitteilt, dass er von seiner verstorbenen Tante Erna ein Mehrfamilienhaus geerbt hat, das 12.000 Mark wert sei. Er frohlockt, sei ein Haus doch noch besser als eine Wohnung und er nun nicht mehr auf die Mitgliedschaft in der Baugenossenschaft angewiesen. Das Haus erweist sich als verfallener Altbau, in dem Möbel fehlen und weder Wasser noch Strom funktionieren. Christl weigert sich, in das Gebäude umzuziehen, und fleht Gustav an, die Erbschaft abzulehnen. Der jedoch schlägt alle Warnungen in den Wind, kündigt seinen Ausstieg aus der Genossenschaft an und zieht am Ende allein in das Haus.
Gustav beginnt unter Mithilfe seines Schwiegervaters Weber mit der Renovierung des Hauses, doch richtet Vater Weber mehr Schaden an, als dass er nützlich wäre. Nachdem ein Kamin zu Bruch gegangen ist und eine Wasserleitung durch unsachgemäße Grabungen Webers angehackt wurde, reicht es Gustav. Auch Vater Weber ist verstimmt, weil Gustav ihn als „Pfuscher“ bezeichnet hat, und verweigert nun eine Mitarbeit am Haus. Gustav hat nicht nur Sorgen mit dem Haus, sondern auch mit Tante Minne: Ihr steht laut Testament eine Barsumme von 5.000 Mark zu, weil Gustav das Haus erhalten hat. Gustav kann das Geld jedoch nicht aufbringen, und so wendet sich Minne schließlich an einen Rechtsanwalt.
Christl versöhnt sich mit Gustav, der dies als ihre Einwilligung zum Hausbezug ansieht. Heimlich schafft er sämtliche Möbel aus ihrem Zimmer in der Weberschen Wohnung in das Haus, das nun viel wohnlicher erscheint. Notgedrungen zieht Christl ins Haus ein. Seine Mitgliedschaft in der Baugenossenschaft versucht Gustav mehrfach zu kündigen, doch akzeptiert sein Freund Willi einen Austritt nicht: Er hat wie alle anderen gearbeitet und eingezahlt und soll seine Leistung nicht einfach so wegwerfen; Willi hofft, dass Gustav nach einer Weile Vernunft annehmen wird.
Der Winter neigt sich schließlich dem Ende zu und es beginnt zu tauen. Das Schmelzwasser dringt durch das Dach des baufälligen Hauses, durchnässt die Decken und tropft schließlich in den notdürftig hergestellten Wohnbereich von Gustav und Christl. Nun erkennt auch Gustav, dass das Haus nicht bewohnbar ist. Mit Vater Weber beginnt er, die Möbel aus dem Haus zu schaffen. Christl organisiert inzwischen Unterstützung und Willi ist sofort bereit, mit einem Lastwagen den Möbeltransport zu unterstützen. Gustav akzeptiert sich wieder als Mitglied der Baugenossenschaft, dem noch in diesem Jahr eine eigene Wohnung zusteht. Tante Minnes Forderung nach 5.000 Mark wird anders erfüllt, als sie es sich dachte: Sie erhält den Hausschlüssel für den Altbau, schlägt Gustav doch die Erbschaft aus.

## Produktion
Klotz am Bein war das Regiedebüt von Frank Vogel, für das er gleichzeitig das Regiediplom erhielt. Der Film wurde 1958 unter dem Arbeitstitel Der sparsame Gustav gedreht. Die Kostüme schuf Helga Scherff, die Filmbauten stammen von Artur Günther. Klotz am Bein erlebte am 14. November 1958 im DEFA-Filmtheater Kastanienallee im Berliner Prater seine Premiere und lief am selben Tag in den Kinos der DDR an. Der ORB zeigte den Film am 13. Dezember 1993 erstmals im deutschen Fernsehen.

## Kritik
Die Berliner Zeitung erkannte die „Verbindung der schwankhaften Elemente mit einer gesellschaftlichen Grundidee“ an, empfand den Film jedoch als oberflächlich und „recht anspruchslos“. Frank-Burkhard Habel bezeichnete den Film als „dünnblütige[s] Lustspiel“ und der film-dienst als „künstlerisch eher dürftiges Lustspiel“.